# Lugdúnum dels Cònvenes
Lugdúnum dels Cònvenes (llatí: Lugdūnum Convĕnārum, literalment 'turó de Lug dels cònvenes') fou la capital del cònvenes, un poble aquità del sud-oest de la Gàl·lia romana. Es correspon a l'actual poble de Sant Bertran de Comenge, i les restes arqueològiques de la ciutat es troben uns 500m al nord de la Catedral de Sant Bertran.

## Història
El 72 aC, Pompeu torna d'Hispània per ajudar a Metel a combatre un altre general romà, Sertori, un traïdor qui li volia prendre la independència. Sertori mor assassinat per un dels seus tinents, Marc Perpenna Ventó. Per fixar les seves tropes ja inútils, Pompeu hauria fundat un fort sobre l'oppidum natural de Sant Bertran de Comenge. La ciutat, anomenada Lugdúnum, degué esdevenir un focus de romanització de tota aquesta regió (Montmaurin, Vathcrabèra, Valentina, Banhèras de Luishon i de la Vall d'Aran) i contribuir a fixar-hi les poblacions gal·loromanes.
El centre de la ciutat romana de Lugdúnum es va fixar a un encreuament de carreteres on hi havia un mercat important. El monument circular va ser construït els anys 10 aC en el lloc d'aquest encreuament primitiu. Entorn d'aquest centre simbòlic s'hi va construir en dues generacions una ciutat dotada dels principals monuments públics: temple al culte de l'emperador, termes públiques, mercat (macèl·lum) i teatre; i a continuació, els segles següents i cap a la perifèria: amfiteatre, camp militar, port a la riba de la Garona, etc.
La tradició vol que, en la seva extensió més gran, la ciutat ocupava tota la superfície de la vall i fos més extensa que Lutècia a la mateixa època. Un refrany llatí diu que «un gat hauria pogut anar de terrat en terrat de Lugdúnum fins a Valentina», uns 12 km. La ciutat reunia 10.000 habitants en el moment en què Tolosa, principal ciutat de la regió, en sumava 20.000.
Al segle v, malgrat l'edificació de la murada que fortificava la ciutat alta, la vida continuava per la plana al voltant de centres nous com la basílica cristiana. Però nombrosos edificis varen ser espoliats per aprofitar les pedres i la seva decoració de marbre fou reutilitzada en un altre lloc (com per la basílica de Sant Just de Vathcabrèra) o transformades en calç. Cal imaginar, amb tot, que va persistir l'ocupació humana, la qual va tenir una nova esplendor cap a final del segle xii amb l'edificació de la catedral: la ciutat esdevé Sant Bertran de Comenge.

## Toponímia
Lug és un déu celta, nom que sembla emparentat amb la paraula llatina lux, 'llum'. El sufix -dunum és un element celta que significa 'turó', present a nombrosos topònims de França (Augustodunum, 'turó d'August': Autun, per exemple).
La ciutat és coneguda del segle i ençà pels geògrafs grecs Estrabó i Ptolemeu com a Λούγδουνον, la ciutat dels Κονουένοι (els cònvenes). El nom de la ciutat, pel fet que Herodes Antipas hi va estar exiliat, només apareix citat a les cròniques de l'historiador Flavi Josep, qui, per contra, no cita mai els cònvenes. També apareix citat a l'Itinerari d'Antoní del segle iii.
Al segle iv, Sant Jeroni ja no utilitza el nom de Lugdúnum, sinó que parla de la ciutat dels cònvenes (Convenae), on els cònvenes s'haurien reunit i d'on hauria pres el seu nom (in unum oppidum congregavit unde et nomen Convenarum accepit). A partir d'aquesta data i durant tota l'edat mitjana és el nom de Convenae que utilitzen Sidoni Apol·linar i Gregori de Tors.
Els cònvenes ('pobles reunits') serien, en efecte, el nom donat a les poblacions qui s'haurien trobat en aquesta part de la plana pirinenca, que es correspon a l'altiplà de Lanamesa. De fet, hom els anomena sobretot per oposició amb els Volques Tectòsages de Tolosa, als Ausques d'Auch, i a altres pobles. El nom de cònvenes i les seves diferents variants, que apareix sobretot als escrits dels bisbes d'aquest lloc, va evolucionar en Commenae i més tard a Comenge.

## Registres arqueològics
La ciutat gal·loromana és coneguda des del 1913 gràcies a les primeres investigacions arqueològiques. Al llarg de més de mig segle, les campanyes de han revelat un temple, un fòrum, un trofeu, un mercat, unes termes romanes, habitacions privades i una església de planta basilical que permeten la reconstitució progressiva de la història del lloc.
Aturada l'any 1970, la investigació arqueològica va recomençar intensament a partir de 1989.

### Principals monuments
- El monument circular mantenia al centre de la ciutat el record de l'encreuament primitiu. Comprèn una base quadrada al centre, qui devia aguantar un gran monument (sens dubte una columna sobre el seu sòcol), i un muret que delimita una àrea circular oberta a l'est. Aquest monument va ser construït al començament de la nostra era.
- Les termes del fòrum varen ser construïdes durant el regnat d'August i reestructurades a la segona meitat del segle i aC. Per la seva banda, les termes del nord les varen construir a mitjans del segle i aC. A diferència de les sales tradicionals de les termes romanes (caldarium, tepidarium, frigidarium i sudatorium), aquest establiment posseïa una piscina (natatio), una palestra i botigues. Es pot encara percebre una part del sistema d'encalentiment del caldarium.
- El macèl·lum (mercat) va ser edificat al començament de la nostra era devora el fòrum. Incendiat i reconstruït el segle ii, va ser destruït de nou el segle iv i urbanitzat per un edifici no identificat. Amb els seus 55 metres de llargària i els seus 26 metres d'amplària, el macèl·lum de Lugdúnum és el més gran dels mercats coneguts avui en dia a les províncies occidentals de l'Imperi romà.
- Situat en ple cor de la ciutat, a prop de l'encreuament original, el fòrum o plaça central va ser un gran espai buit durant tot la història de Lugdúnum. A finals del segle II s'hi va construir un petit temple (per ventura dedicat a Hèrcules), adossat al mur sud. També s'hi va adossar un pòrtic a l'est i a l'oest el segle iv.
- El temple central de la ciutat, construït al començament de la nostra era, s'assembla a un santuari de la religió imperial oficial. Del monument no en resta més que els fonaments del temple envoltats d'una tribuna i d'un pòrtic. Al centre de la tribuna, de cara al temple, s'aixecava un altar o base massís i quadrat d'un conjunt estatuari.
- El teatre, construït al peu del turó a principis de la nostra era, es va anar ampliant al llarg del segle I. Podia acollir 5.000 espectadors. L'edifici va ser saquejat a l'edat mitjana i qualcuna de les seves decoracions de marbre reutilitzada per la construcció de la basílica Sant Just de Vathcabrèra. La part oriental del teatre és la més ben conservada.
- Les murades de la ciutat alta haurien estat construïts al començament del segle V: 875 metres de llargària tancaven una superfície de 4 hectàrees. El nucli antic es distingeix encara molt clarament avui.
- La basílica cristiana, juntament amb la catedral de Santa Maria i la basílica de Sant Just de Vathcabrèra, és un dels tres edificis de culte cristià coneguts a Lugdúnum per l'Antiguitat. Va ser construïda al segle v i tenia una nau de 20 metres de longitud amb una capçalera plana. Mai hi va deixar d'haver inhumacions, ja que la capella romànica de Sant Julià i el seu cementiri van succeir directament la basílica antiga.

## Imatges

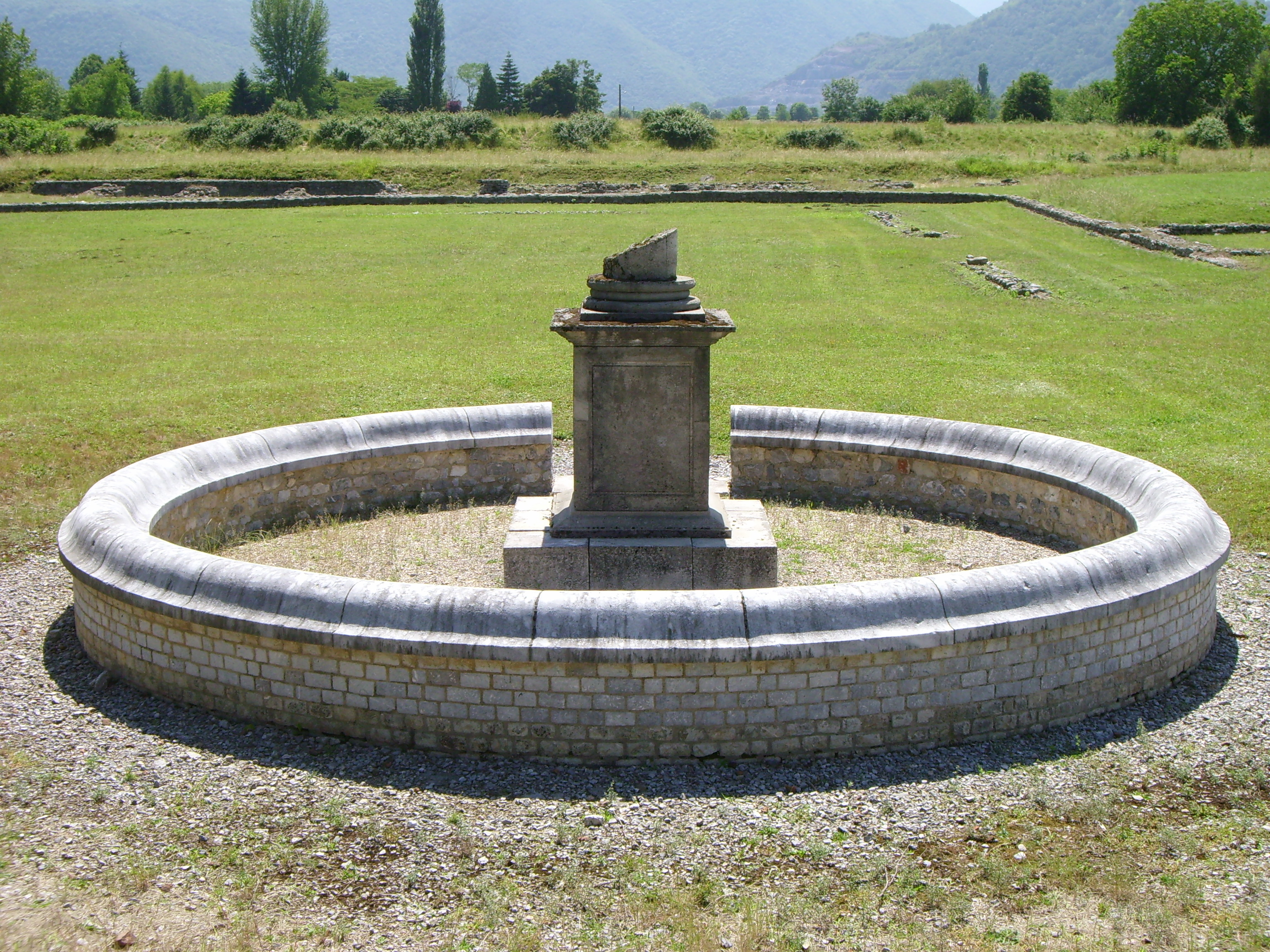
El monument a circular
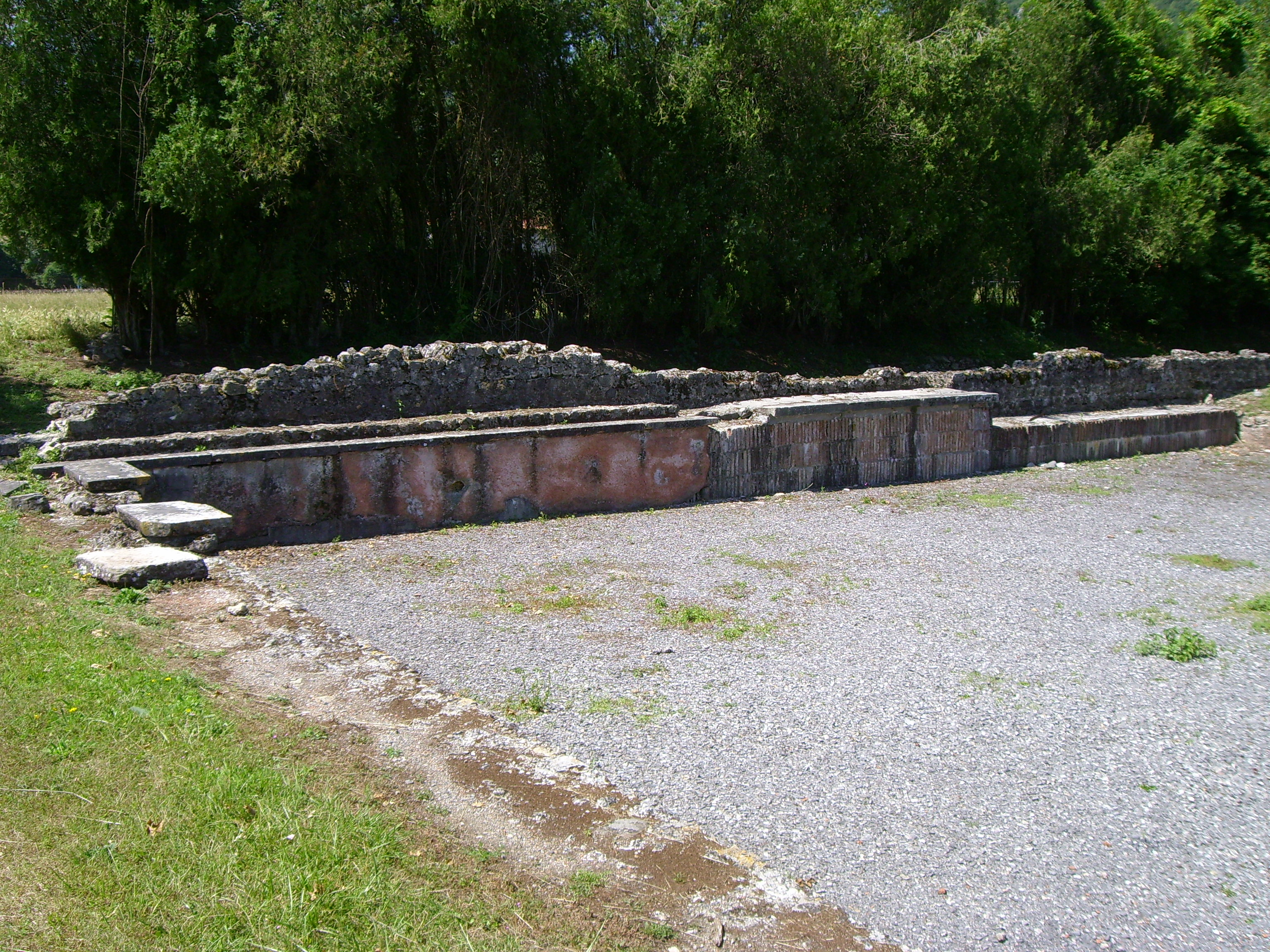
La piscina de les termes del nord
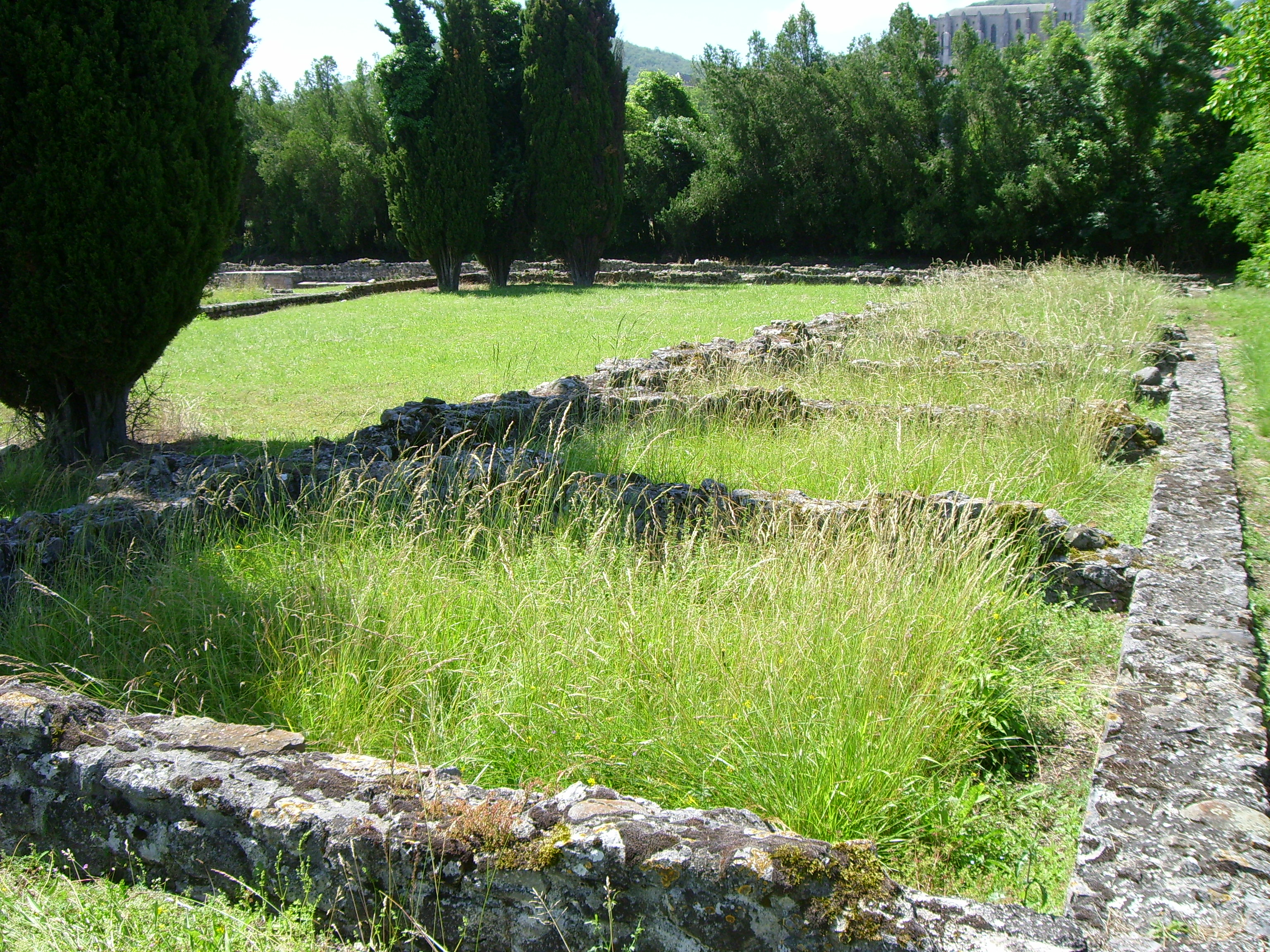
Les botigues de les termes del nord
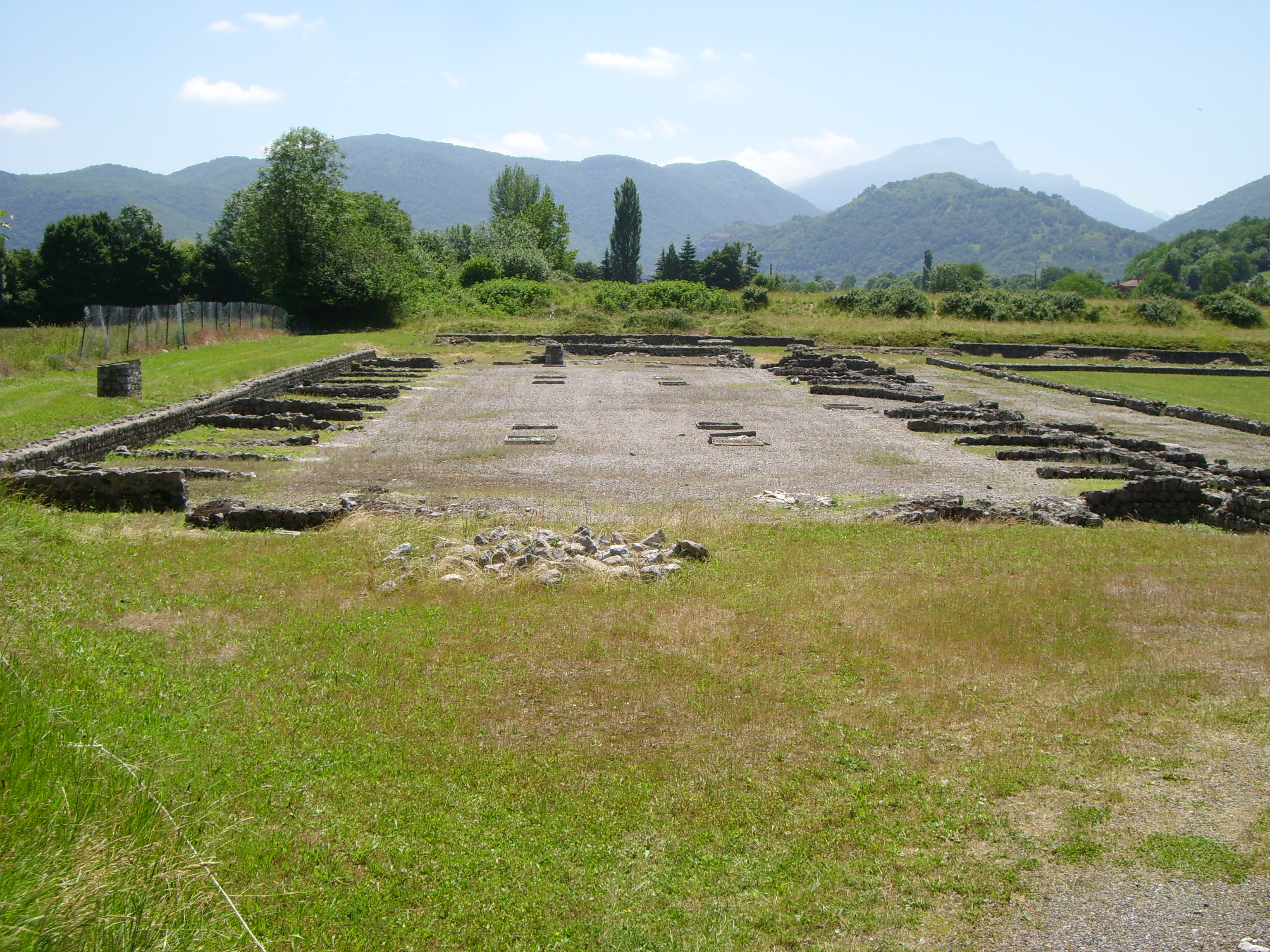
El mercat (macellum)
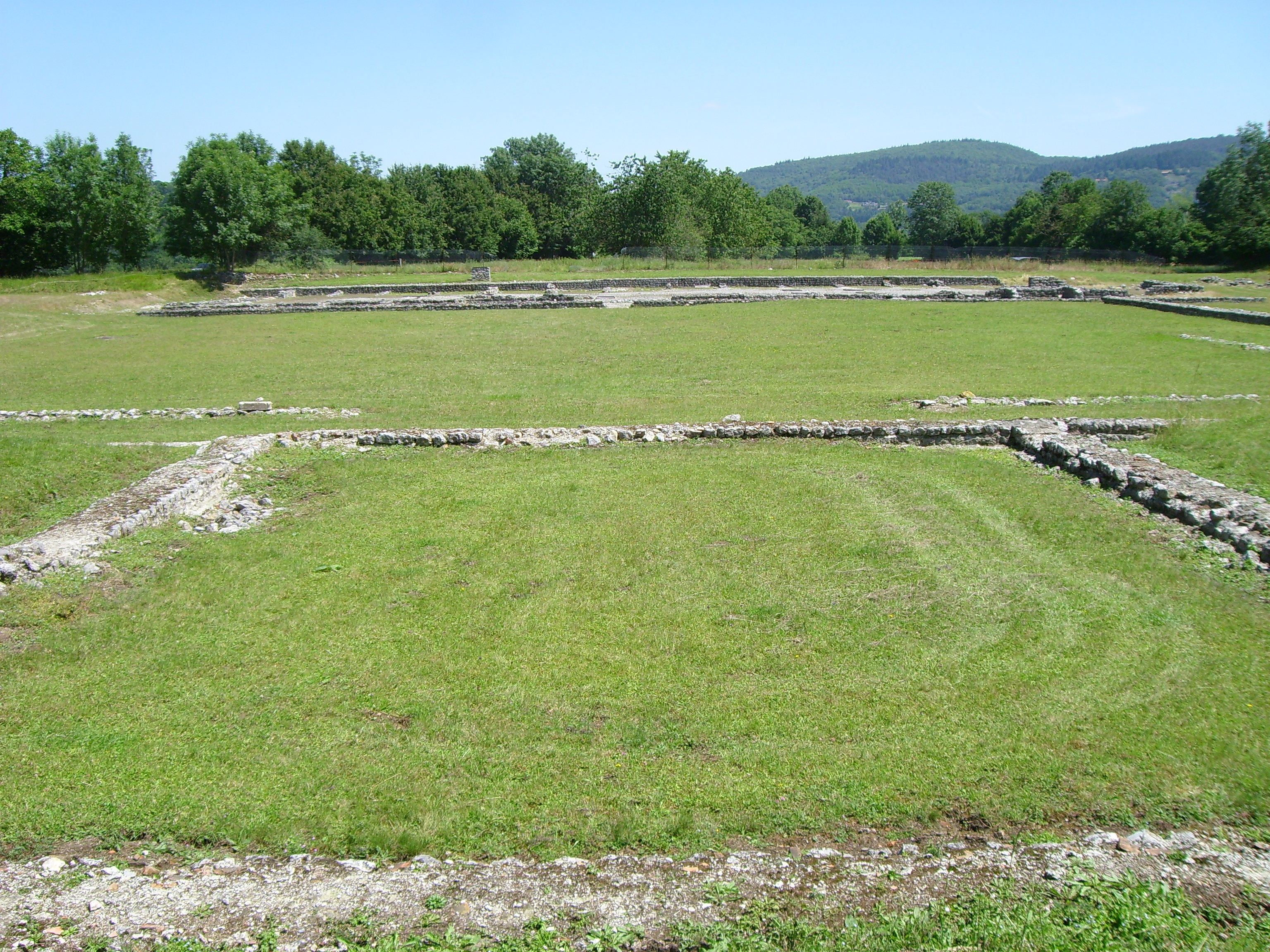
El temple d'Hèrcules (primer pla), el fòrum i el mercat (en segon pla)
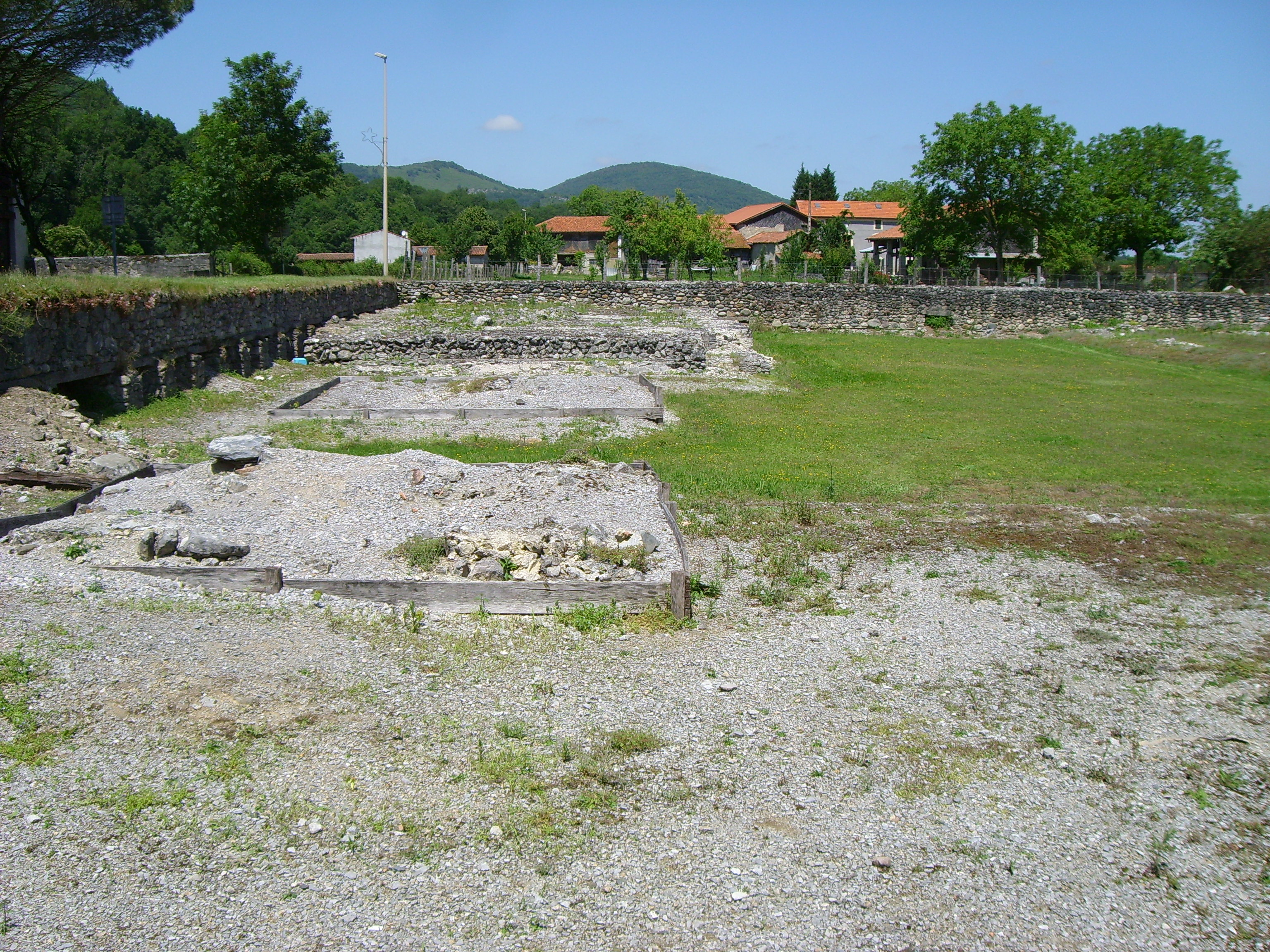
El temple dedicat al culte de l'emperador
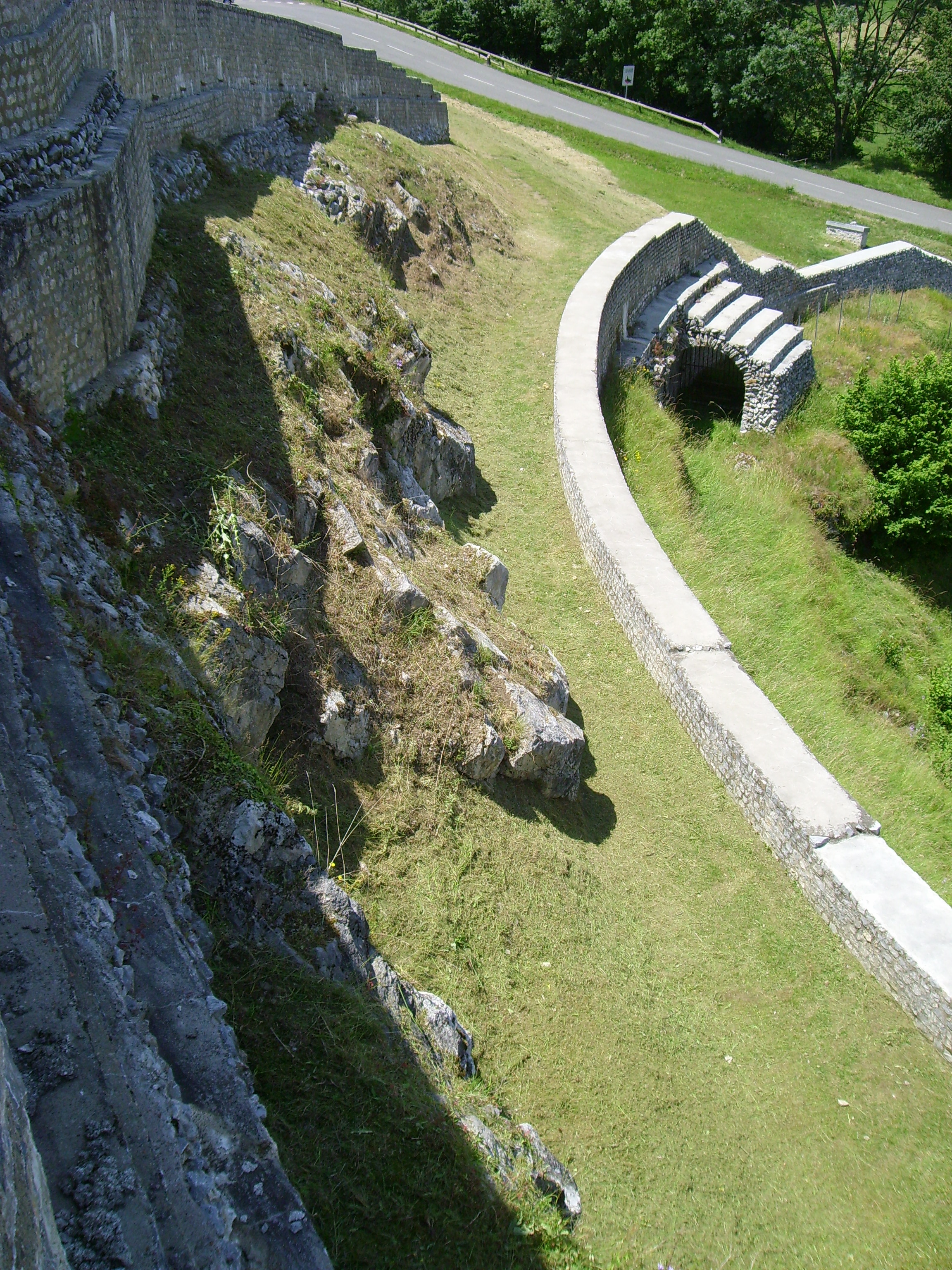
El teatre
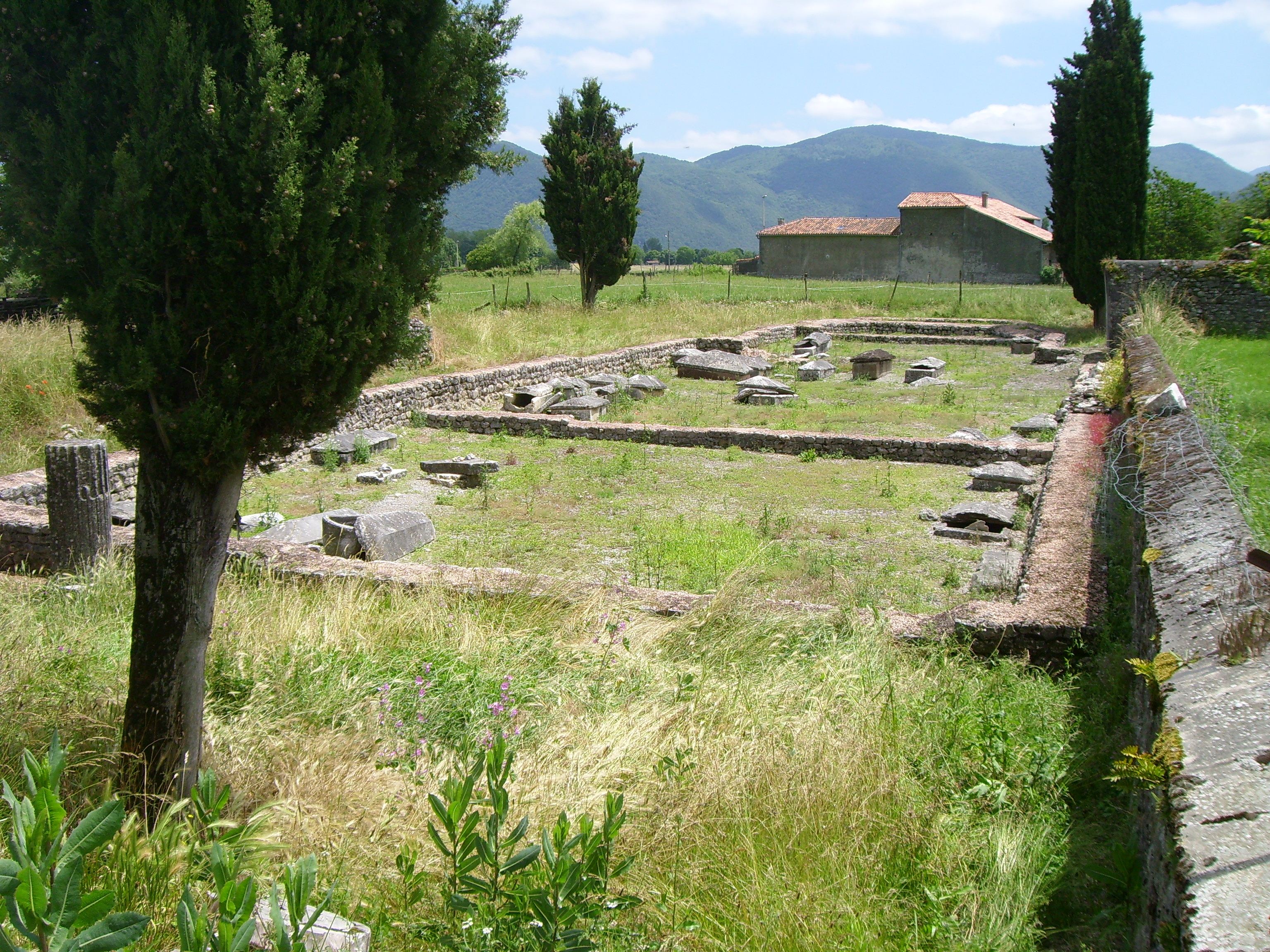
La basílica cristiana
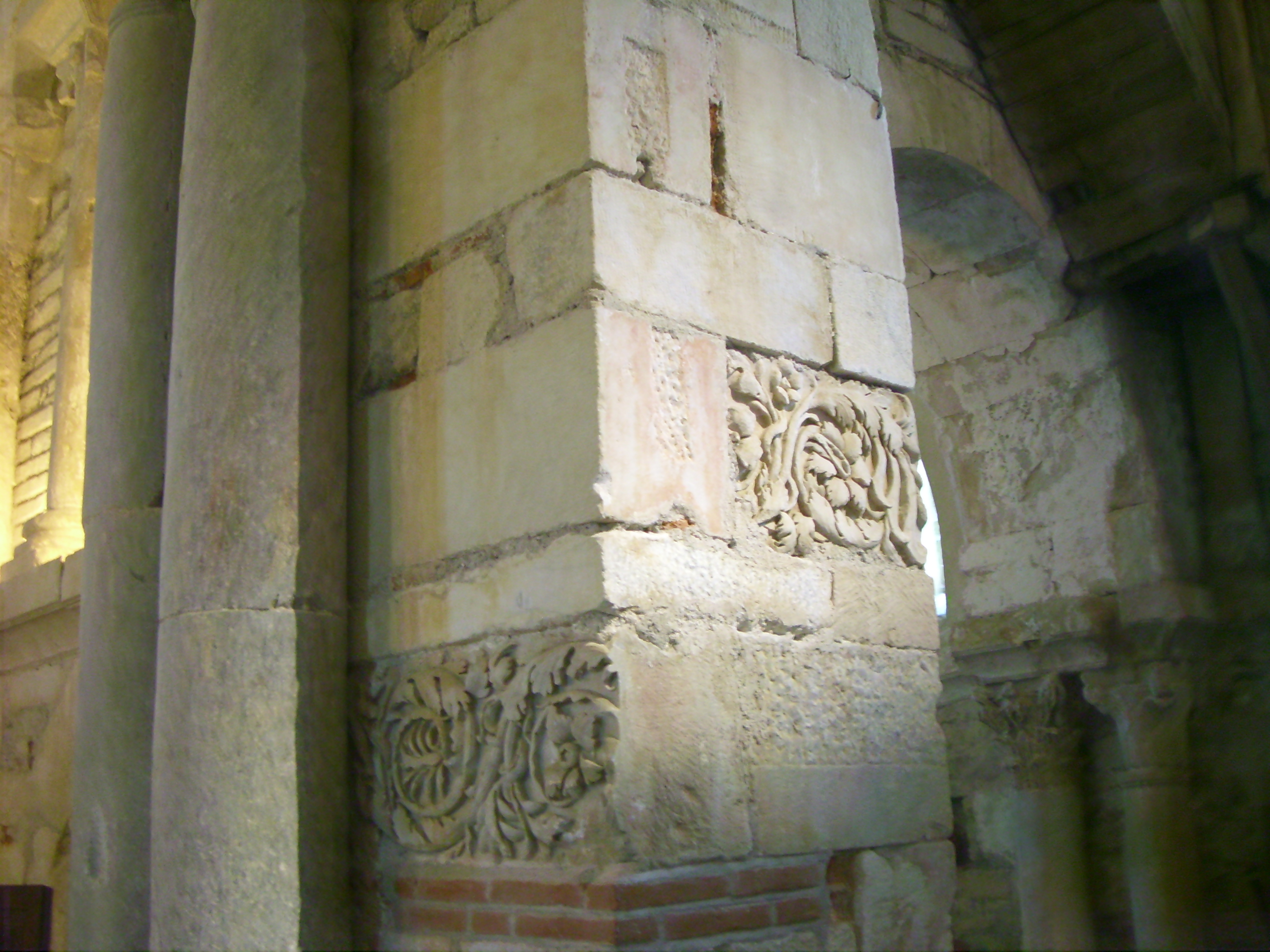
Dos frisos romans reutilitzats a la Basílica Sant Just de Vathcabrèra
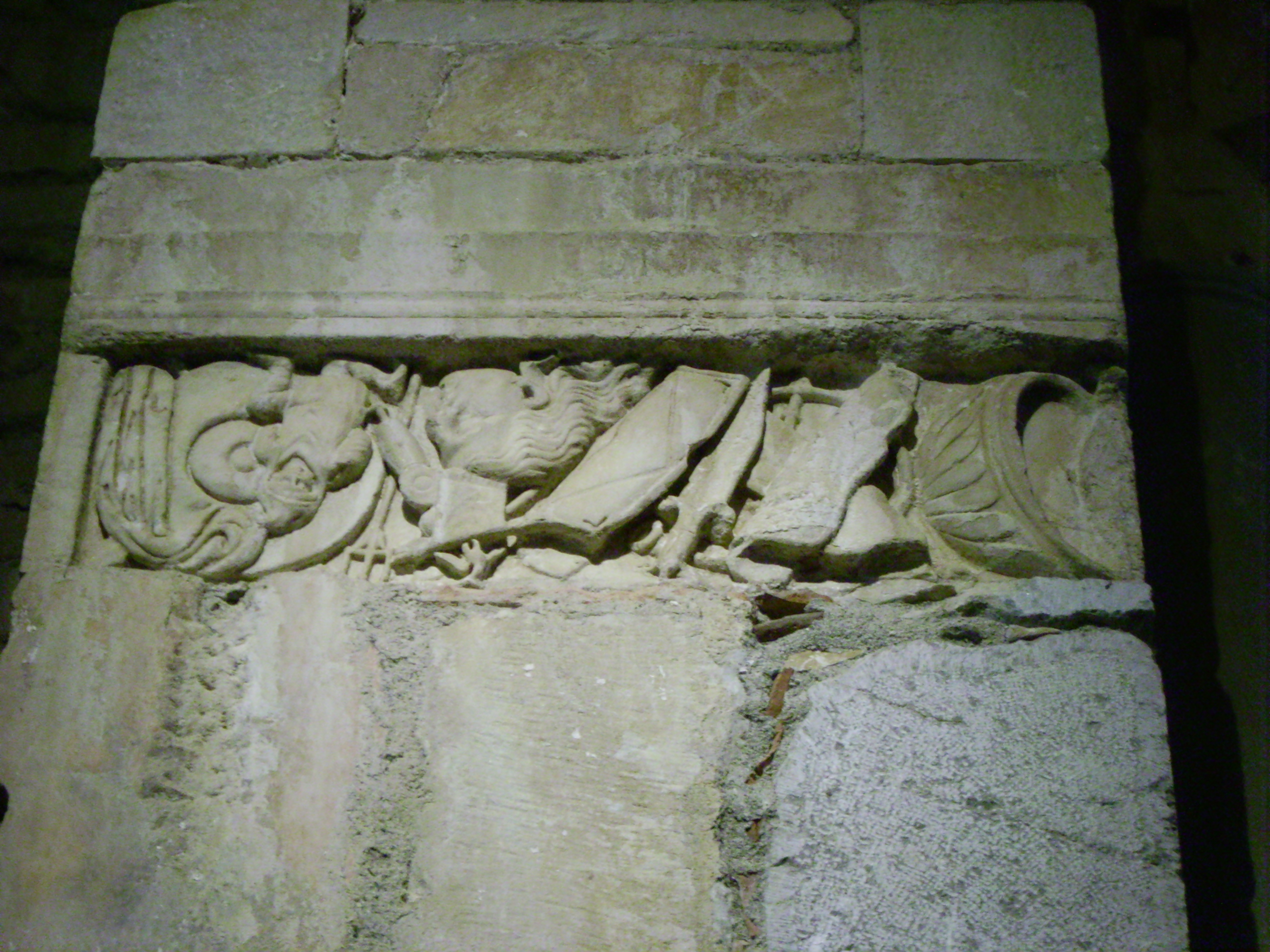
Arrissa d'armes i d'escuts reutilitzats a la Basílica Sant Just de Vathcabrèra
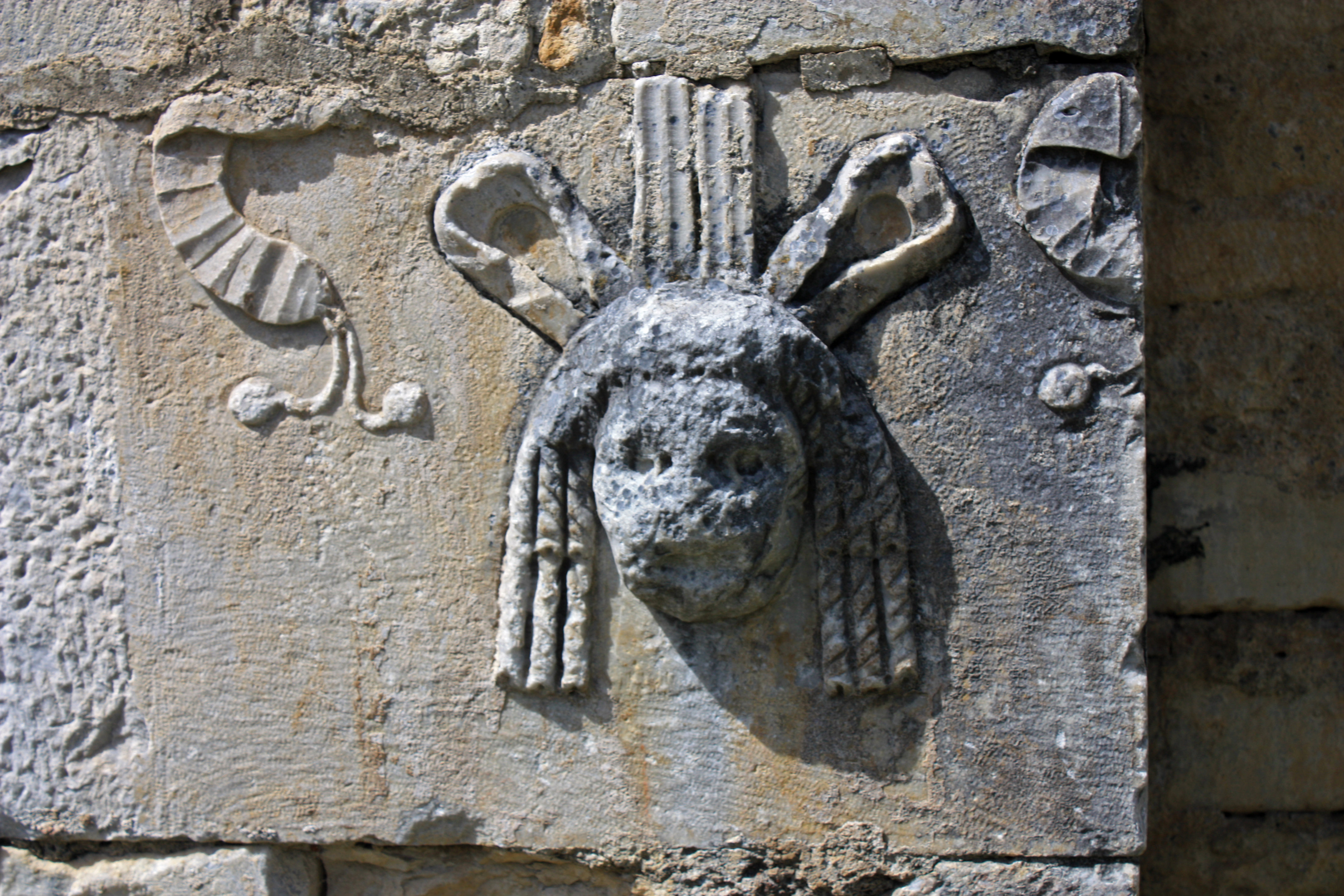
Mascarot de teatre reutilitzat a l'exterior de la Basílica Sant Just de Vathcabrèra